# REAPER デビルバスター
『REAPER デビルバスター』（リーパー・デビルバスター、原題: Reaper）は、アメリカ合衆国・ABCスタジオ製作のテレビドラマ。2007年に放送された。製作総指揮はタラ・バターズ。
日本ではSCI FIで放送された。

## あらすじ
自堕落的な生活を送ってきたサムは21回目の誕生日に両親から自分に魂が生まれる前に悪魔に売り渡されていたことを告げられる。
サムは悪魔の命令を受けて、地獄から逃亡した悪霊を捕まえることになる。

## 出演
- サム - ブレット・ハリソン
- ソック - タイラー・ラビーン
- 悪魔 - レイ・ワイズ